# (23315) Navinbrian
(23315) Navinbrian est un astéroïde de la ceinture principale.

## Description
(23315) Navinbrian est un astéroïde de la ceinture principale. Il fut découvert le 19 janvier 2001 à Socorro (Nouveau-Mexique) par le projet LINEAR. Il présente une orbite caractérisée par un demi-grand axe de 3,05 UA, une excentricité de 0,10 et une inclinaison de 8,1° par rapport à l'écliptique.

## Compléments